# 五島開
五島 開（ごとう かい、1947年4月17日 - ）は、日本の演歌歌手。本名は松谷 博（まつや ひろし）、血液型はA型。　
長崎県南松浦郡富江町小島（現・長崎県五島市）生まれ、所属事務所はオフィスKAI。

## 経歴
- 1990年 - 作曲家・森川龍に師事
- 1992年 - 9月21日、テイチクレコードより「現川（うつつがわ）/冬のあとには春がくる」（作詞：原明子/作曲：森川龍）でデビュー。
- 2008年 - ホリデージャパンへ移籍。12月17日、移籍第一弾として「東京の酒はひとりぼっち/再会の街　長崎」をリリース（作詞：礼恭司/作曲：森川龍）。
- 2009年 - ラジオ番組へのレギュラー出演がスタート。
  - ラジオ日本「それゆけ歌謡道中」内『昭和たずね歌』
  - 福岡KBCラジオ「五島開の東京ひとり旅」
  - この他、NBC長崎放送、FMおたる、FM札幌、RKK熊本放送、北陸放送MRO、名古屋テレビ、千葉テレビなどに出演。